# Abronia bogerti
Abronia bogerti là một loài thằn lằn trong họ Anguidae. Loài này được Tihen mô tả khoa học đầu tiên năm 1954.